# Kolopterna quartensis
Kolopterna quartensis är en stekelart som beskrevs av Graham 1987. Kolopterna quartensis ingår i släktet Kolopterna och familjen finglanssteklar. Arten är reproducerande i Sverige. Inga underarter finns listade i Catalogue of Life.